# Dapsimni-dong
Dapsimni-dong (koreanska: 답십리동) är en stadsdel i Sydkorea.  Den ligger i stadsdistriktet Dongdaemun-gu i huvudstaden Seoul.

## Indelning
Administrativt är Dapsimni-dong indelat i:
| Namn      | Namn                | Yta i km² | Invånare 30 juni 2020 |
| --------- | ------------------- | --------- | --------------------- |
| 답십리1동 | Dapsimni 1(il)-dong | 0,86      | 29 206                |
| 답십리2동 | Dapsimni 2(i)-dong  | 0,80      | 29 807                |